# Jorge Gibson Brown
Pour les articles homonymes, voir Brown.
Jorge Gibson Brown était un footballeur et joueur de cricket argentin né à Altamirano le 3 avril 1880 et mort le 3 janvier 1936 à San Isidro. Il se distingua tout particulièrement au football où il fut capitaine de l'équipe d'Argentine de football et du club d'Alumni Athletic Club dont il fut l'un des piliers. Il évolua d’abord au poste d’attaquant puis il joua en tant que défenseur.

## Biographie

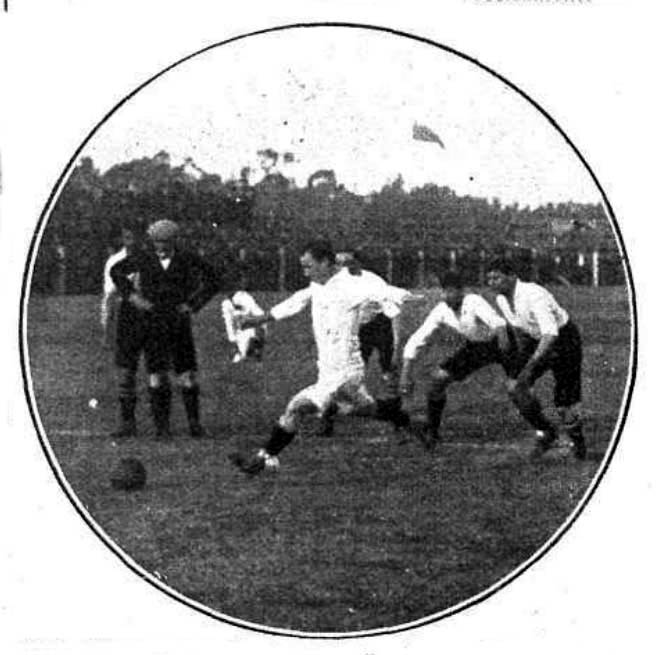
Jorge Brown portant le ballon contre Tottenham (1909).

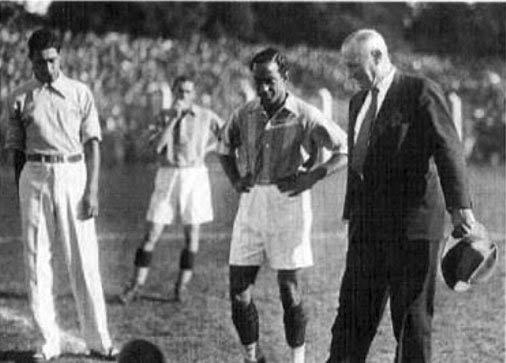
Brown (à droite) bottant le coup d'envoi du match Gimnasia - San Lorenzo (1933).

Il commença à jouer dans l’équipe B du Buenos Aires English High School (EHS) ou il joua jusqu’à l'obtention de son diplôme. Il rejoignit donc en 1896 le Club Palermo puis en 1897 il porta les couleurs du Lanus AC. Quand EHS qui était devenu depuis l’Alumni Athletic Club retrouva la première division après avoir évolué en deuxième division, Brown retourna dans le club de ses débuts ou il évolua jusqu’en 1911 (excepté en 1901) date à laquelle le club cessa de participer à des compétitions de football.
À Alumni, il eut quatre de ses frères pour coéquipiers (Carlos Brown, Ernesto Brown, Alfredo Brown et Eliseo Brown) ainsi qu’un de ses cousins : Juan Domingo Brown. Il gagna neuf fois le championnat d’Argentine, une fois la Copa de Honor Cousenier et cinq fois la Copa Competencia Chevallier Boutell. Après la disparition d’Alumni il évolua au Quilmes AC ou il y acheva sa carrière en 1914 après avoir remporté un nouveau championnat d’Argentine en 1912. De 1914 à 1927 il participa à « La liga de los Sabados » (Le championnat du samedi) et fut en parallèle le capitaine du Buenos Aires Cricket Club ou il occupa le poste de président pendant dix ans.
Il fit ses débuts avec l’équipe d’Argentine le 20 juillet 1902 lors d’un match amical contre l’Uruguay où il marqua l’un des six buts Albiceleste (victoire 6-0). Il connut sa dernière « sélection » le 6 septembre 1914 contre l’équipe italienne du Torino.
Un club de la ville de Posadas porte aujourd’hui son nom : le Club Deportivo Jorge Gibson Brown de Posadas.

## Palmarès
- Championnat d'Argentine de football en 1900, 1902, 1903, 1905, 1906, 1907, 1909, 1910, 1911 et 1912.
- Copa de Competencia Jockey Club en 1907, 1908 et 1909.
- Copa de Honor Municipalidad de Buenos Aires en 1905 et 1906.
- Copa de Honor Cousenier en 1906.
- Copa Competencia Chevallier Boutell en 1903, 1906, 1907, 1908 et 1909.

## Parcours en sélection[2]
| Date       | Match              | Score | Type de match                                | Note                           |
| ---------- | ------------------ | ----- | -------------------------------------------- | ------------------------------ |
| 20/07/1902 | Uruguay- Argentine | 0-6   | amical                                       | un but                         |
| 13/09/1903 | Argentine- Uruguay | 2-3   | amical                                       | deux buts                      |
| 15/08/1905 | Argentine- Uruguay | 0-0   | Copa Lipton                                  |                                |
| 15/08/1906 | Uruguay- Argentine | 0-2   | Copa Lipton                                  |                                |
| 21/10/1906 | Argentine- Uruguay | 2-1   | Copa Newton                                  | Capitaine                      |
| 15/08/1907 | Argentine- Uruguay | 2-1   | Copa Lipton                                  |                                |
| 15/08/1908 | Uruguay- Argentine | 2-2   | Copa Lipton                                  | Capitaine                      |
| 04/10/1908 | Argentine- Uruguay | 0-1   | Copa de Premio Honor Argentino               | Capitaine                      |
| 15/08/1909 | Argentine- Uruguay | 2-1   | Copa Lipton                                  | Capitaine                      |
| 19/09/1909 | Uruguay- Argentine | 2-2   | Copa Newton                                  | Capitaine                      |
| 10/10/1909 | Argentine- Uruguay | 3-1   | Copa de Premio Honor Argentino               | Capitaine et 1 but sur penalty |
| 05/06/1910 | Argentine- Chili   | 5-1   | Copa del centenario de la revolucion de mayo | Capitaine                      |
| 12/06/1910 | Argentine- Uruguay | 4-1   | Copa del centenario de la revolucion de mayo | Capitaine                      |
| 15/08/1910 | Uruguay- Argentine | 3-1   | Copa Lipton                                  | Capitaine                      |
| 15/08/1911 | Argentine- Uruguay | 0-2   | Copa Lipton                                  | Capitaine                      |
| 17/09/1911 | Uruguay- Argentine | 2-3   | Copa Newton                                  | Capitaine                      |
| 08/10/1911 | Uruguay- Argentine | 1-1   | Copa Premio Honor Uruguayo                   | Capitaine                      |
| 22/10/1911 | Argentine- Uruguay | 2-0   | Copa Premio Honor Argentino                  | Capitaine                      |
| 29/10/1911 | Uruguay- Argentine | 3-0   | Copa Premio Honor Uruguayo                   | Capitaine                      |
| 15/08/1912 | Uruguay- Argentine | 2-0   | Copa Lipton                                  | Capitaine                      |
| 25/08/1912 | Uruguay- Argentine | 3-0   | Copa Premio Honor Uruguayo                   | Capitaine                      |
| 06/10/1912 | Argentine- Uruguay | 3-3   | Copa Newton                                  | Capitaine                      |
| 05/10/1913 | Uruguay- Argentine | 1-0   | Copa Premio Honor Uruguayo                   | Capitaine                      |

### Sélection non officielle
Données manquantes entre 1909 et 1914.
| Date       | Match                                     | Score | Type de match | Note      |
| ---------- | ----------------------------------------- | ----- | ------------- | --------- |
| 09/07/1904 | Argentine-Southampton                     | 0-8   | amical        |           |
| 29/06/1905 | Argentine-Tottenham Hotspur               | 0-5   | amical        |           |
| 09/07/1906 | Argentine- XI Sud-Africain                | 0-1   | amical        | Capitaine |
| 02/07/1908 | São Paulo For.- Argentine                 | 2-2   | amical        | un but    |
| 07/07/1908 | Ligue de São Paulo- Argentine             | 0-4   | amical        |           |
| 09/07/1908 | XI Brésilien- Argentine                   | 2-3   | amical        | Capitaine |
| 11/07/1908 | Britanniques de Rio de Janeiro- Argentine | 1-7   | amical        |           |
| 12/07/1908 | Ligue de Rio de Janeiro- Argentine        | 0-3   | amical        | Capitaine |
| 13/06/1909 | Argentine-Tottenham Hotspur               | 0-1   | amical        |           |
| 06/09/1914 | Argentine-Torino FC                       | ?     | ?             |           |